# 高校生童話大賞
『ラジオイーハトーブ高校生童話大賞』（ -こうこうせいどうわたいしょう）は、IBCラジオにおいて毎週土曜日の14:30ごろから放送されていた朗読番組。富士大学などが主催する「全国高校生童話大賞」において入賞を果たした、全国の高校生が書いたオリジナル童話作品を大塚富夫、吉田瑞穂両アナウンサーが朗読する番組であった（吉田は他部署移籍後も引き続き出演）。のちに『大塚富夫のタウン』の1コーナーとなり、2009年3月28日をもってレギュラー放送を終了。翌3月29日にスペシャル版を放送した。